# Microcara explanata
Microcara explanata är en skalbaggsart som beskrevs av John Lawrence LeConte. Microcara explanata ingår i släktet Microcara och familjen mjukbaggar. Inga underarter finns listade i Catalogue of Life.